# Surrender to Jonathan
Surrender to Jonathan je sólové studiové album amerického hudebníka Jonathana Richmana. Vydáno bylo 10. září 1996 společností Vapor Records a jeho producentem byl Andy Paley, který v minulosti hrál v Richmanově kapele. Kromě nových písní se na albu nachází také nové verze starších písní – „Egyptian Reggae“ a „I Was Dancing in the Lesbian Bar“.

## Seznam skladeb
Autorem všech skladeb je Jonathan Richman, pokud není uvedeno jinak.
1. Just Look at Me – 2:37
2. Not Just a 'Plus One' On The Guest List Anymore – 2:50
3. That Little Sleeper Car – 3:08
4. French Style – 3:17
5. Surrender – 3:25
6. I Was Dancing in the Lesbian Bar – 5:02
7. To Hide a Little Thought – 2:57
8. Egyptian Reggae (Jonathan Richman, Earl Johnson) – 3:50
9. When She Kisses Me – 3:41
10. Satisfy – 2:14
11. Rock 'N' Roll Drummer Straight from the Hospy-Tel (Jonathan Richman, Tommy Larkins, Jenny Rae Richman, Rudy Ptacek) – 3:31
12. My Little Girl's Got a Full Time Daddy Now – 2:19
13. Floatin' – 4:16

## Obsazení
- Jonathan Richman – zpěv, kytara
- Frank Marocco – akordeon
- John Girton – basa
- Nick Augustine – basa
- Tommy Larkins – bicí
- Ernie Fields – horn
- H. B. Barnum – horn
- William Bickelhaupt – horn
- Dan Eisenberg – varhany
- Andy Paley – klavír
- Ned Claflin – klavír
- Jessica Henry – zpěv
- Litza Henry – zpěv